# Pfeilkategorie
Pfeilkategorien sind eine Konstruktion aus dem mathematischen Teilgebiet der Kategorientheorie. Zu jeder Kategorie {\displaystyle {\mathcal {C}}} existiert die Pfeilkategorie {\displaystyle {\mathcal {C}}^{\mathbf {2} }} (oder {\displaystyle [\mathbf {2} ,{\mathcal {C}}]} oder {\displaystyle {\mathcal {C}}^{\rightarrow }}), ihre Objekte sind die Morphismen aus {\displaystyle {\mathcal {C}}}, ihre Morphismen sind kommutative Quadrate.

## Konkrete Definition
Sei {\displaystyle {\mathcal {C}}} eine Kategorie. Die Objekte in der Kategorie {\displaystyle {\mathcal {C}}^{\mathbf {2} }} sind die Morphismen aus {\displaystyle {\mathcal {C}}}. Ein Morphismus {\displaystyle (\varphi ,\psi )} zwischen den Objekten {\displaystyle f} und {\displaystyle g} in der Pfeilkategorie ist dann durch das kommutative Quadrat
gegeben, wobei die Komposition durch vertikale Verkettung dieser Diagramme erfolgt.

## Als Funktorkategorie
Sei {\displaystyle \mathbf {2} } eine Kategorie bestehend aus zwei Objekten und einem Morphismen zwischen ihnen (angedeutet durch das Diagramm {\displaystyle 0\to 1}). So ist die Pfeilkategorie zu {\displaystyle {\mathcal {C}}} definiert als Funktorkategorie aller Funktoren von {\displaystyle \mathbf {2} } nach {\displaystyle {\mathcal {C}}} mit natürlichen Transformationen als Morphismen. Der Diagonalfunktor erlaubt eine volltreue Einbettung von {\displaystyle {\mathcal {C}}} in diese Kategorie.

## Als Kommakategorie
Die Pfeilkategorie lässt sich als Kommakategorie {\displaystyle (id_{\mathcal {C}}\downarrow id_{\mathcal {C}})} definieren, wobei {\displaystyle id_{\mathcal {C}}} den identischen Funktor auf {\displaystyle {\mathcal {C}}} bezeichne.

## Volle Unterkategorien
Oft betrachtet man auch volle Unterkategorien der Pfeilkategorie zu einer Kategorie, d. h. man beschränkt sich auf bestimmte Morphismen, welche man als Objekte auswählt. In der Topologie etwa definiert man die Kategorie der Raumpaare als die volle Unterkategorie von {\displaystyle \mathbf {Top} ^{\mathbf {2} }}, welche nur die Einbettungen (das sind gerade die extremen Monomorphismen) als Objekte besitzt. In Homologietheorien gemäß der Eilenberg-Steenrod-Axiome bilden die relativen Homologiefunktoren Funktoren auf dieser Kategorie der Raumpaare.